# Kouflu Alazar
Kouflu Alazar (nascido em 25 de julho de 1931) é um ex-ciclista etiopiano.
Em Roma 1960, competiu na prova individual do ciclismo de estrada, mas não conseguiu terminar a corrida. Ficou com a 28ª colocação no contrarrelógio por equipes (100 km).